# Muscolo obliquo interno
Il muscolo obliquo interno dell'addome è uno dei muscoli larghi che contribuiscono a formare la parete addominale.
È posto in profondità subito sotto al muscolo obliquo esterno. Partendo dal legamento inguinale, dalla spina iliaca anteriore, dalla cresta iliaca e dalla fascia lombosacrale si porta verso l'alto allargandosi a ventaglio e termina in parte  inserendosi sulle ultime quattro cartilagini costali. Medialmente si esaurisce in due foglietti aponevrotici che, dopo aver circondato il muscolo retto del proprio lato si incrociano con l'analoga aponevrosi del muscolo obliquo interno contro laterale contribuendo a formare la linea alba. In basso, unendosi alla aponevrosi del muscolo trasverso dell'addome, finisce con il tendine congiunto che si inserisce sul tubercolo pubico.
È innervato dai nervi intercostali, da T10 a T12 ed in basso riceve fibre dal nervo ileo-inguinale e dal nervo ileo-ipogastrico.
La sua contrazione ha effetto sulla parete addominale e sulla gabbia toracica, contribuendo alla dinamica respiratoria.
Una sua estensione a livello del legamento inguinale contribuisce a formare, nel maschio, il muscolo cremastere, funzionale nell'elevazione del testicolo.